# Ашковское сельское поселение
Ашковское сельское поселение — упразднённое муниципальное образование в составе Гагаринского района Смоленской области России.
Административный центр — деревня Ашково.
На территории поселения находится 18 населённых пунктов.
К 1 января 2019 года все населённые пункты вошли в Гагаринское сельское поселение.

## Географические данные
- Общая площадь: 70 км²
- Расположение: центральная часть Гагаринского района
- Граничит:
  - на севере — с Пречистенским сельским поселением
  - на северо-востоке — с Гагаринским сельским поселением
  - на востоке — с Акатовским сельским поселением
  - на юго-востоке — с Гагаринским городским поселением
  - на юге — с Никольским сельским поселением
  - на юго-западе — с Потаповским сельским поселением
  - на западе — с Баскаковским сельским поселением
  - на северо-западе — с Родомановским сельским поселением

Через поселение проходит автомобильная дорога Гагарин — Карманово, а также железная дорога Москва — Минск (без станций).

## История
Образовано 2 декабря 2004 года.
Плехановский сельский Совет депутатов трудящихся и его исполнительный комитет Гжатского района Смоленской области был образован в конце 1929 года, когда в стране формировалось новое административно- территориальное устройство (область-район-сельский Совет), в него вошли следующие населенные пункты: д. Анисимово, Ашково, Замошки, Кумищино, Павлово, Плеханово, Прохочево, Сотники, Трубино, Фомищено. Из этих населенных пунктов прекратили своё существование ещё до войны д. Павлово, другие не возродились после войны (Фомищино).
В 1941—1943 годы, в период фашистской оккупации района в годы Великой Отечественной войны, Плехановский сельский Совет и его исполнительный комитет временно прекратили свою деятельность.
После освобождения района от немецко — фашистских захватчиков Плехановский сельский Совет возобновил свою деятельность. Он подчинился Гжатскому районному Совету депутатов трудящихся и его исполнительному комитету.
Решением № 309 исполнительного комитета Гжатского районного Совета депутатов трудящихся от 16 июня 1953 года Плехановский сельский Совет был объединен с Шиловским сельским Светом.
К Плехановскому сельскому Совету были присоединены следующие населенные пункты. Шиловского сельского Совета: д. Шилово, Шарапово, Ломы, Свищево, Поличня, Черногубцево, Головцово, Гуляево, Кормино, Горлово, Стопчище, Сутулово, Крестцы, Мшарки.
На территории Плехановского сельского Совета функционировали колхоз им. Плеханово, Кресные Замошки, «1-е Мая» им. Кирова, «Новая жизнь», колхоз «3-й Решающий», им. Чапаева, им. Румянцева, колхоз им. Сталина, «Завет Ленина», им. Пушкина, «Буревестник», «Ленинский путь», колхоз 15 лет Октября.
В связи с объединением колхозов им. Пушкина Плехановского сельского Совета и им. Чапаева Столбовского сельского Совета решением исполнительного комитета Гжатского районного Совета депутатов трудящихся от 2 февраля 1958 года № 37 населенные пункты Свиноры, Подсельево, Тетери, Гульцово, Мериново, Кленники, Густицы, Болычево, входящие в колхоз им. Чапаева Столбовского сельского Совета переданы в ведение Плехановского сельского Совета.
Указом Президиума Верховного Совета РСФСР № 735 от 23 апреля 1968 года Гжатский район был переименован в Гагаринский район.
В соответствии с новой Конституцией, принятой 7 октября 1977 года, сельский Совет (принял) изменил своё название, он стал называться Плехановский сельский Совет депутатов и его исполнительный комитет.
За время Существования Плехановского сельского Совета целый ряд населенных пунктов прекратил своё существование в связи с укрупнением колхозов и мелких населенных пунктов в более крупные. Так, сняты с учёта следующие населенные пункты: Мериново, Сутулово, д. Свиноры (объединена с д. Подсельево) решение Райисполкома от 30 августа 1965 года № 217 Клениики, Кумищено решение райисполкома от 1 апреля 1971 года, № 219, Головцово решение райисполкома от 2 февраля 1983 года № 48.
Решением исполнительного комитета Гагаринского районного Совета депутатов трудящихся от 2 января 1977 года № 15 д. Затворово из Акатовского сельского Совета передана в Плехановский сельский Совет. Позднее сняты с учёта д. Анисимово, Сотники, Ломы, Гуляево, Мшарки.
Решением № 306 от 22 ноября 1983 года Плехановский сельский Совет был преобразован. Из части Плехановского сельского Совета был образован Черногубцевский сельский Совет с центром в д. Черногубцево. В его состав были включены следующие деревни: Горлово, Кормино, пос. Лесной, Поличня, Свищево, Стопчище, Черногубцево, Шилово, Шарапово.
Из оставшихся населенных пунктов Плехановского сельского Совета был образован сельский Совет, который был переименован в Ашковский сельский Совет, центр которого перенесен из Полични в Ашково.
В Ашковский сельский Совет вошли населенные пункты Ашково, Трубино, Тетери, Подсельево, Болычево, Гульцово, Затворово, Плеханово, Прохочево, Замошки. В 1985 году Мясоедово из Акатовского сельского Совета передано в Ашковский сельский Совет.
Решением № 82 исполнительного комитета Гагаринского районного Совета народных депутатов от 5 апреля 1985 года из учётных данных исключен населенный пункт Сокорово.
На территории Ашковского сельского Совета функционировали колхоз им. Пушкина, работала средняя школа, медпункт, библиотека, столовая, детский сад, почта, Дом культуры, баня.
Решением первой сессии районного Совета народных депутатов Гагаринского района от 20 ноября 1988 года Ашковский сельский Совет (как и весь Гагаринский район) был переподчинен Гагаринскому городскому Совету народных депутатов и его исполнительному комитету.
2 декабря 2004 года образовано муниципальное образование Ашковское сельское поселение.

## Население
| 2007  | 2011  | 2012  | 2013  | 2014  | 2015  | 2016  |
| ----- | ----- | ----- | ----- | ----- | ----- | ----- |
| 1910  | ↘1696 | ↘1686 | ↘1671 | ↘1643 | ↗1677 | ↘1650 |
| 2017  | 2018  | 2019  |       |       |       |       |
| ↘1615 | ↘1603 | ↗1619 |       |       |       |       |

## Местное самоуправление
Главой поселения и Главой администрации является Пушкина Елена Владимировна
.

## Состав поселения
В состав поселения входят следующие населённые пункты:
- Деревня Ашково — административный центр
- Болычево, деревня
- Горлово, деревня
- Гульцово, деревня
- Замошки, деревня
- Кормино, деревня
- Мясоедово, деревня
- Плеханово, деревня
- Подсельево, деревня
- Поличня, деревня
- Прохачево, деревня
- Свищево, деревня
- Стопчище, деревня
- Тетери, деревня
- Трубино, деревня
- Шарапово, деревня
- Шилово, деревня
- Черногубцево, деревня